# Прапор Талаківки
Пра́пор Талаківки — офіційний символ селища Талаківка Донецької області. Затверджений в квітні 2014 року рішенням сесії селищної ради.

## Опис
Квадратне полотнище зі співвідношенням сторін 1:1; з верхнього кута від древка по діагоналі йде синя смуга, що з'єднує два трикутні поля, у верхньому червоному — золотий дзвін обтяжений малиновий козацьким хрестом, у нижньому зеленому — срібний кущ типчака із золотими квітами.
Діагональний перев’яз, що перетинає щит герба, представлений в синьому кольорі, символізує річку Кальміус та нагадує про кордон між Катеринославщиною та Донщиною, який проходив по річці. Дзвін — талаківський храм Різдва Пресвятої Богородиці, козацький хрест — козаків-засновників.